# رجل يبحث عن امرأة
رجل يبحث عن امرأة (بالإنجليزية: Man Seeking Woman) مُسلسل كوميدي أمريكي عُرض على قناة «FXX» في 14 يناير، 2015. يروي المسلسل قصة شاب ساذج في العشرينات من العمر جوش غرينبيرغ (جاي باروشيل)، الذي يحاول ان يعثر على فتاة أحلامة.
قصة المُسلسل مبنية على كتاب القصص القصيرة آخر صديقة على الأرض للكاتب ومُعد المسلسل سيمون ريتش. في 12 أبريل، 2016، أعلن عن تجديد المسلسل لموسم ثالث يتكون من عشر حلقات سيُعرض في 2017.

## الممثلين والشخصيات

### شخصيات رئيسية
- جاي باروشيل بدور جوش غرينبيرغ: شاب ساذج في السابعة والعشرين من العمر، يواجه صعوبات في حياته الغرامية بعد أن إنفصل عن حبيبتهُ السابقة.[5]
- إريك أندريه بدور مايك سكاغس: صديق جوش المقرب، الذي غالباً مايساعدهُ على إيجاد الفتيات.
- بريت لاور بدور ليز غرينبيرغ: اخت جوش الكبرى.
- مايا إيريكسين بدور ماغي (الموسم الأول): حبيبة جوش السابقة.

### شخصيات ثانوية
- روبن دوك بدور باتي: والدة جوش.
- مارك ماكيني بدور توم: زوج والدة جوش.
- روزا سالازار بدور روزا: زميلة جوش في العمل، تقع في حب جوش في الموسم الثاني.

## الحلقات
| الموسم | الموسم | الحلقات | الحلقات | البث الأصلي   | البث الأصلي  |
| الموسم | الموسم | الحلقات | الحلقات | البث الأول    | البث الأخير  |
| ------ | ------ | ------- | ------- | ------------- | ------------ |
|        | 1      | 10      | 10      | 14 يناير 2015 | 18 مارس 2015 |
|        | 2      | 10      | 10      | 6 يناير 2016  | 9 مارس 2016  |

## الإستقبال
حصل المُسلسل على إستحسان النقاد، حيثُ حصل الموسم الأول على تصنيف 81% بمعدل 6.7 من 10 على موقع الطاطم الفاسدة، وعلى موقع ميتاكرتكس حصل الموسم الأول من المُسلسل على تصنيف 66 من 100.

## وصلات خارجية
- رجل يبحث عن امرأة على موقع IMDb (الإنجليزية)
- رجل يبحث عن امرأة على موقع ميتاكريتيك (الإنجليزية)
- رجل يبحث عن امرأة على موقع روتن توميتوز (الإنجليزية)
- رجل يبحث عن امرأة على موقع كينوبويسك (الروسية)
- رجل يبحث عن امرأة على موقع ألو سيني (الفرنسية)
- رجل يبحث عن امرأة على موقع قاعدة بيانات الفيلم (الإنجليزية)